# Nicotiana insecticida
Espèce
Nicotiana insecticida est une espèce de plantes dicotylédones de la famille des Solanaceae, sous-famille des Nicotianoideae, originaire d'Australie.
Cette espèce nouvellement décrite est très similaire  à Nicotiana obliqua, dont elle diffère par un tube floral plus court et symétrique avec quatre étamines situées à l'embouchure du tube floral. Elle diffère de Nicotiana occidentalis par ses feuilles beaucoup plus larges et des tubes floraux plus courts et de Nicotiana hesperis par ses fleurs plus grandes avec une forme de corolle différente et ses feuilles beaucoup plus étroites.
Nicotiana insecticida fait partie d'une série de sept nouvelles espèces du genre Nicotiana découvertes en Australie en 2021.
L'épithète spécifique, « insecticida », est un adjectif latin qui fait référence au pouvoir insecticide de cette plante dû aux poils extrêmement collants qui recouvrent tous ses organes.